# Der Mörderclub von Brooklyn
Der Mörderclub von Brooklyn ist ein deutscher Kriminalfilm, der im Herbst 1966 unter der Regie von Werner Jacobs gedreht wurde. Die Hauptrollen sind mit George Nader, Heinz Weiss, Richard Münch, Helga Anders und Helmut Förnbacher besetzt. Es handelt sich um den fünften Teil der Jerry-Cotton-Filmreihe des Constantin-Filmverleihs aus den 1960er Jahren. Der erste Farbfilm der Serie wurde am 17. März 1967 im Ufa-Palast in Kassel uraufgeführt.

## Handlung
Der New Yorker Bankier Dyers veranstaltet eine Party, zu der auch die FBI-Männer Jerry Cotton und Phil Decker eingeladen sind. Der millionenschwere Gastgeber informiert die beiden Beamten über Drohbriefe, die er und seine Freunde Mr. Johnson und Mr. Cormick erhalten haben. Die unbekannten Erpresser fordern von jedem eine Million US-Dollar – bei Nicht-Zahlung würden die Töchter oder Söhne der Herren entführt. Tatsächlich erscheinen auf der Feier bewaffnete Gangster und überfallen die Anwesenden. Durch ein Missverständnis wird statt Jean, der Tochter von Dyers, jedoch deren Freundin Sally Chester entführt. Als die Verbrecher ihren Irrtum bemerken, wird das junge Mädchen kaltblütig ermordet. Obwohl Decker und Cotton die besten Männer vom Department Kidnapping vor der Villa Dyers postieren, wird auch Dyers Tochter Jean auf mysteriöse Weise Opfer der skrupellosen Bande.
Der Millionär Johnson erhält die Anweisung, eine Million Dollar aus dem Fenster der New Yorker U-Bahn zu werfen. Als er der Forderung nachkommt, verlieren Cotton und Decker die Spur der Erpresser. Wenig später soll auch Mr. Cormick zahlen, der sich das Geld jedoch von Dyers leihen muss. Cotton kann bei der Geldübergabe zwei der Verbrecher stellen. Diese verweigern aber jegliche Aussage und werden von dem undurchsichtigen Rechtsanwalt Warner verteidigt. Phil Decker und Edna Cormick werden von den Gangstern entführt.
Durch einen Tipp des ehemaligen Einbrechers Sam erfährt Cotton, dass es sich bei dem Heilsarmee-Verein unter dem Vorsitzenden Richard Nash um eine Gangsterbande handelt, die mit den Entführungen und Morden in Verbindung steht. Cotton täuscht schließlich seine eigene Ermordung vor, um Edna und Phil zu befreien sowie den wahren Hintermann der Verbrecherorganisation zu enttarnen. Es handelt sich um Bryan Dyers, der sogar seine eigene Stiefschwester Jean ermordete. Aber noch weitere, bisher nicht Verdächtige tragen eine Mitschuld an den tödlichen Verbrechen.

## Entstehungsgeschichte

### Vorgeschichte
Nach dem im August 1966 gestarteten Jerry-Cotton-Film Die Rechnung – eiskalt serviert (Regie: Helmuth Ashley) beschloss der verantwortliche Constantin-Filmverleih in Absprache mit der Produktionsfirma Allianz Film, den nächsten Teil der Filmserie in Farbe zu drehen. Ursprünglich sah man für das Projekt, das zunächst noch den Arbeitstitel Um das Leben meines Freundes trug und Anfang 1967 erscheinen sollte, Jürgen Roland als Regisseur vor. Zum zweiten Mal nach Mordnacht in Manhattan (1965) schrieb Herbert Reinecker unter seinem Pseudonym Alex Berg ein durchgehend spannendes Drehbuch für einen Cotton-Film, wobei es diesmal deutlich „härter“ zuging als bei den Vorgängern. Die Dialoge des Reinecker-Drehbuchs wurden noch von Manfred R. Köhler überarbeitet. Weil Jürgen Roland mit der Inszenierung des Abenteuerfilms Lotosblüten für Miss Quon ausgelastet war, kam es nicht zu der geplanten Zusammenarbeit. Der Constantin-Filmverleih, der bei den Jerry-Cotton-Filmen das letzte Wort hatte, konnte schließlich den erfahrenen Vertragsregisseur Werner Jacobs für das Projekt begeistern und traf damit eine mehr als zufriedenstellende Wahl.

### Produktion

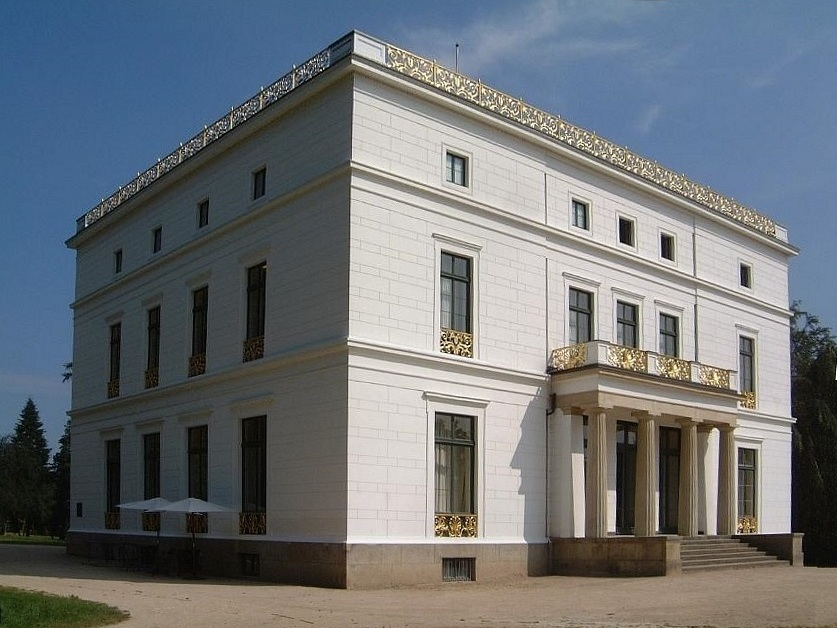
Das Jenisch-Haus in Hamburg-Othmarschen ist im Film als Villa des Bankiers Dyers zu sehen.

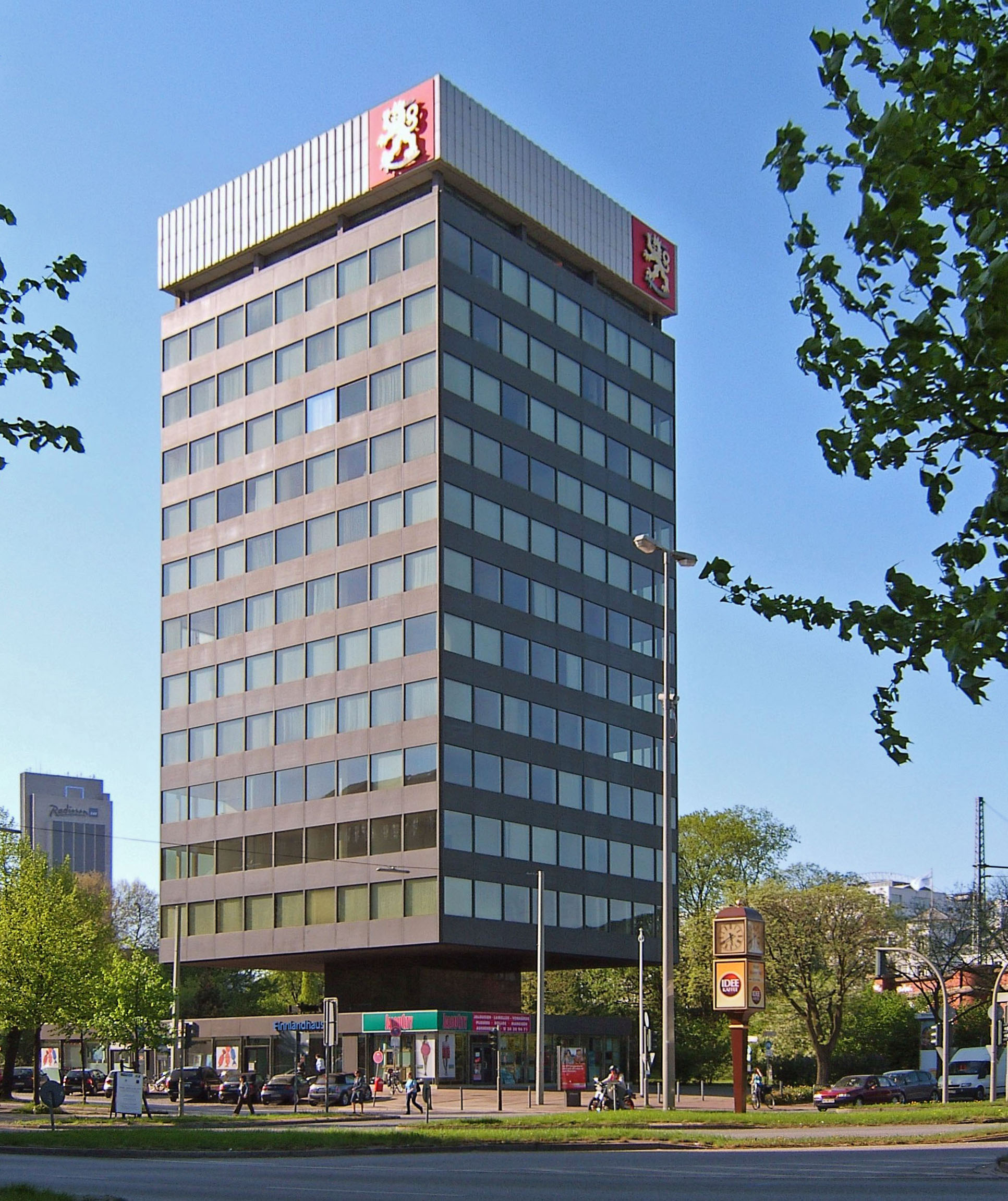
Das 1966 fertiggestellte Finnlandhaus in Hamburg diente als Kulisse für ein New Yorker Bürohaus.

Die Dreharbeiten von Der Mörderclub von Brooklyn fanden vom 14. November bis Dezember 1966 in Hamburg statt. Die Atelieraufnahmen drehte man im Studio Hamburg in Hamburg-Tonndorf. Als Filmarchitekt wurde Wilhelm Vierhaus verpflichtet. Weil man in den Farbfilmen nicht mehr auf vorhandenes Archivmaterial zurückgreifen konnte, drehte ein kleines Team Aufnahmen an Originalschauplätzen in New York City, allerdings ohne Mitwirkung von Darstellern. Wie in den Schwarzweißfilmen stellte abermals das U.S. General Post Office die New Yorker FBI-Zentrale dar. Für die Spezialeffekte, darunter zahlreiche Rückprojektionen, war Horst Schier verantwortlich. Die Kampfszenen wurden von Roy Scammel arrangiert.
Drehorte in Hamburg waren unter anderem:
- BAT-Haus (auch Burmah-Haus) mit Tiefgarage, Esplanade, Hamburg-Neustadt: Anfangsszenen
- Jenisch-Haus, Hamburg-Othmarschen: Villa Dyers
- Finnlandhaus, Esplanade, Hamburg-Neustadt: Hochhaus mit Cormicks Büro

Eine Szene mit Eisenbahnbetrieb wurde an einer Brücke der Sollingbahn bei Bodenfelde gedreht. Die Anfangsszene in Schwarzweiß hatte Regisseur
Helmuth Ashley bereits für den Film Die Rechnung – eiskalt serviert realisiert. Darin fand sie allerdings keine Verwendung.

## Filmmusik
Die Filmmusik von Peter Thomas umfasst unter anderem folgende Titel:
- My Friend Phil (Titelmusik) 2:15
- Skyline Temptation 3:18
- Jerry Cotton March 3:16
- Super Man (Text: Kerry Hallam, Gesang: Kerry & Kaye) 2:20
- Red Robin Bossa 1:50

Zahlreiche weitere Titel des Soundtracks sind bis heute nicht auf Tonträgern erschienen.

## Synchronisation
Die meisten deutschsprachigen Schauspieler des komplett synchronisierten Films sind im Film mit ihren eigenen Stimmen zu hören. Die bekannten Synchronsprecher und ihre Rollen waren:
| Rolle             | Darsteller     | Synchronsprecher  |
| ----------------- | -------------- | ----------------- |
| Jerry Cotton      | George Nader   | Harald Leipnitz   |
| Bankier Dyers     | Karl Stepanek  | Curt Ackermann    |
| Malbran           | Daniel Dimitri | Horst Stark       |
| Stimme am Telefon | Off-Sprecher   | Harry Wüstenhagen |
| Erzähler          | Off-Sprecher   | Horst Fleck       |

## Rezeption

### Veröffentlichung

Posterlogo

Die FSK gab den Film am 10. März 1967 ab 16 Jahren frei. Am 5. August 2004 wurde die Altersfreigabe für die DVD-Veröffentlichung auf 12 Jahre herabgestuft. Der am 17. März 1967 uraufgeführte Film konnte nahtlos an die kommerziellen Erfolge der Vorgänger anschließen. Parallel zum Kinostart erschien im Bastei-Verlag ein gleichnamiger Sonderband der Heftroman-Serie von einem anonymen Autor. Noch im selben Jahr begannen unter der Regie von Harald Reinl die Dreharbeiten zur Fortsetzung Dynamit in grüner Seide.
Aufgrund der künstlerisch und kommerziell überzeugenden Arbeit von Werner Jacobs, sah der Filmverleih den Regisseur für einen weiteren Jerry-Cotton-Film, Der Tod im roten Jaguar (1968), vor. Weil Jacobs zu diesem Zeitpunkt noch mit der Endfertigung seines Films Zur Hölle mit den Paukern beschäftigt war, ging das Projekt dann abermals an Reinl. Damit blieb Der Mörderclub von Brooklyn, von der Mitarbeit an dem Edgar-Wallace-Film Das Rätsel des silbernen Dreieck abgesehen, der einzige Kriminalfilm von Werner Jacobs.

### Kritik
„Streckenweise unwahrscheinliches Kriminalabenteuer mit nur äußerer Spannung.“

„Was es an technischen Finessen gibt, wird von dem leider viel zu wenig beschäftigten Regisseur Werner Jacobs aufgeboten, den der Kameramann Franz Lederle mit allen optischen Kunststückchen unterstützt. Alles, das in Farbe, was diesen Film von seinen Cotton-Vorgängern unterscheidet.“

„Werner Jacobs hat reichhaltige Abenteuer gewandt in Szene gesetzt, mit einem Aufgebot vielseitiger Mittel, auf interessanten Schauplätzen. Cotton ist wieder George Nader, der sich weitgehend Sympathie sichert.“

„Neues, mit Aufwand inszeniertes Kriminalabenteuer, das Zuschauern, die Unwahrscheinlichkeiten einkalkulieren, spannende Unterhaltung bietet. Fazit: Neben den vielen importierten Filmen dieses Genres nimmt sich die Cotton-Serie nach wie vor annehmbar aus.“

„Mit lächerlichen Rückprojektionsaufnahmen und Shock Shots von New York versucht man deutschen Zuschauern (im Ausland dürfte ein derartiges Machwerk ohnehin unverkäuflich sein) vorzumachen der Film spielte in New York. Wenn man schon Geld ausgibt um einem Film zu machen, sollte man wenigstens versuchen soviel auszugeben, dass der Film an Ort und Stelle gedreht werden kann.“

„Krimikenner werden über die Entlarvung des Mannes im Hintergrund nicht erstaunt sein, aber trotzdem bleiben Spannung und Zweifel bis zum furiosen Schluß.“

## Medien

### DVD
- G-man Jerry Cotton. Collectors Edition 6 DVD Box-Set, erschienen bei Kinowelt Home Entertainment 2004.
- Der Mörderclub von Brooklyn, erschienen am 23. Juni 2006 ebenfalls bei Kinowelt Home Entertainment.[5]

### Soundtrack
- Tonträger mit der Filmmusik